# Stade d'Abidjan
Stade d'Abidjan é um clube de futebol ivoiriense da cidade de Abidjan. O clube é o terceiro maior campeão do Campeonato Marfinense de Futebol com cinco títulos, atrás do clube Africa Sports National e do ASEC Mimosas, maior campeão do país.

## História
O clube foi fundado em 1936 como ASFI Abidjan, após a fusão com o PIC and OC Abidjan passou a se chamar USF Abidjan, antes foi rebatizado com o nome Olympique Clube Abidjan, em 1959 o clube passou a se chamar Stade d'Abidjan, nome que permanece até hoje. O clube manda seus jogos no Estádio Municipal d'Abidjan.

## Títulos
| CONTINENTAIS    | CONTINENTAIS             | CONTINENTAIS | CONTINENTAIS                        |
|                 | Competição               | Títulos      | Temporadas                          |
| --------------- | ------------------------ | ------------ | ----------------------------------- |
|                 | Liga dos Campeões da CAF | 1            | 1966.                               |
| REGIONAL        |                          |              |                                     |
|                 | Competição               | Títulos      | Temporadas                          |
|                 | Copa WAFU                | 1            | 1977.                               |
| NACIONAIS       |                          |              |                                     |
|                 | Competição               | Títulos      | Temporadas                          |
| Costa do Marfim | Ligue 1 Côte d'Ivoire    | 5            | 1962, 1963, 1965, 1966, 1969, 2025. |
| Costa do Marfim | Coupe de Côte d'Ivoire   | 6            | 1971, 1976, 1984, 1994, 2000.       |
| Costa do Marfim | Copa Houphouët-Boigny    | 2            | 1985, 2018.                         |